# Christian Palm
Christian Palm (* 3. August 1864 in Reifferscheidt; † 1. Juli 1928 in Bad Nauheim) war deutscher Stenograf und Systemerfinder.
Christian Palm trat mit zwanzig Jahren in das Westfälische Fußartillerie-Regiment Nr. 7 in Köln ein und wurde Vizefeldwebel und Regimentsschreiber. Nach zwölf Jahren Dienstzeit wurde er in die Kölner Stadtverwaltung übernommen. Es folgten die Ämter des Oberstadtsekretärs und des Direktors des Büroprüfungsamtes.
Palm war zuerst Anhänger der Arends'schen Kurzschrift und brachte 1896 ein Lehrbuch der Redeschrift nach Arends-Matschenz heraus. Später trat Palm, wie viele andere Anhänger der Arends'schen Kurzschrift, zum System der Nationalstenografie über, für die er sich aktiv einsetzte. Im Jahr 1907 veröffentlichte Palm einen Einigungsentwurf „Deutsche Kurzschrift“. Diese Palm'sche „Deutsche Kurzschrift“ wurde 1913 in den gesamten Bereich der städtischen Verwaltung Kölns eingeführt, 1920 gab es jedoch wieder eine Schriftfreiheit. Einen letzten Entwurf der Palm'schen Stenografie gab es im März 1924. Nach Einführung der Deutschen Einheitskurzschrift löste sich die Palm'sche Schule völlig auf.

## Schriften
- Lehrbuch der Debattenschrift nach dem ganz vereinfachten Arends'schen Stenographie-System. Pusch & Zörnsch, Köln 1896.
- Deutsche Kurzschrift. Selbstverlag, Köln 1909.